# Vysoká synagoga (Krakov)
Vysoká synagoga v Krakově (polsky Synagoga Wysoka, německy Hohe Synagoge, jidiš הויכע שול‎ Hojche šul) se nachází ve čtvrti Kazimierz, na adrese Józefa 38. Po Staré synagoze a Synagoze Remu se jedná o třetí nejstarší synagogu ve městě.
Byla postavena v renesančním slohu někdy mezi lety 1556 a 1563 na samém jihozápadním okraji ghetta, ihned vedle zdi a brány oddělující křesťanskou a židovskou část, v sousedství domu bohatého židovského obchodníka Felikse.
Od dob holocaustu se zde bohoslužby nekonají, během komunistického režimu v Polsku budova nadále nenávratně chátrala. Od r. 1990 je zde umístěno knihkupectví (přízemí) a galerie (patro).
Stala se vzorem pro výstavbu Vysoké synagogy na pražském Josefově.